# Ioann (Roščin)
Ioann (světským jménem: Georgij Jevgeněvič Roščin; * 22. října 1974, Moskva) je ruský duchovní a emeritní metropolita vídeňský a rakouský.

## Život
Narodil se 22. října 1974 v Moskvě.
Po střední škole nastoupil roku 1991 na právnickou fakultu Moskevského humanitního institutu, kterou dokončil roku 1993. Po studiu se stal poslušníkem Pskovo-pečerského monastýru. O rok později nastoupil na Moskevský duchovní seminář. Během studia se stal pracovníkem vydavatelství Moskevského patriarchátu.
Od roku 1997 působil v sekretariátu mezikřesťanských vztahů oddělení vnějších církevních vztahů Moskevského patriarchátu (OVCV MP). V letech 1999–2000 studoval na Pravoslavném teologickém semináře svatého Vladimíra v Spojených státech amerických. Absolvoval též studium na filosofické fakultě Katolické univerzity Ameriky.
Roku 2003 nastoupil do sekretariátu pro vztahy církve a společnosti OVCV MP. Dne 28. srpna 2007 byl metropolitou Kirillem (Gunďajevem) rukopoložen na diákona a 23. září na jereje. Dne 27. července 2009 byl jmenován zástupcem předseda oddělení pro vztahy církve a společnosti.
Dne 19. dubna 2011 byl povýšen na protojereje a 4. října 2012 ustanoven klerikem chrámu svatého Mikuláše v New Yorku. Byl také představitelem Světové ruské národní rady při OSN.
Dne 11. března 2014 byl arcibiskupem Feognostem (Guzikovem) postřižen na monacha se jménem Ioann na počest svatého Jana Šanghajského a Sanfranciského.
Dne 25. července 2014 jej Svatý synod zvolil biskupem naro-fominským a vikářem patriarchy moskevského a celé Rusi, správcem patriarchálních farností v USA. O tři dny později byl povýšen na archimandritu a 1. srpna proběhla jeho biskupská chirotonie. Hlavním světitelem byl patriarcha moskevský a celé Rusi Kirill.
Dne 15. října 2018 byl osvobozen od funkce správce patriarchálních farností v USA a jmenován biskupem bogorodským, správcem patriarchálních farností v Itálii. Podle zpráv médií byl tento krok způsoben odmítnutím amerických úřadů prodloužit jeho vízum.
Dne 28. prosince 2018 byl rozhodnutím Svatého synodu jmenován hlavou patriarchálního exarchátu Západní Evropy s titulem biskupa chersonského a západoevropského. Současně mu byl ponechán úřad správce patriarchálních farností v Itálii. Dne 3. ledna 2019 byl povýšen na metropolitu.
Dne 30. května 2019 byl ustanoven správcem vídeňské a budapešťské eparchie s titulem metropolity vídeňského a budapešťského. Dne 30. srpna byl osvobozen od funkce správce budapešťské eparchie.
Dne 11. března 2020 byl Svatým synodem penzionován a jako místo pobytu mu byla určena Moskva. Dne 23. června 2020 stejného roku byl jmenován představeným chrámu svatého Teodora Studity u Nikitských vrat a 21. července chrámu Pokrova Bohorodice v Izmajlovu.